# Srpska liga 1941-1942
Il Srpska liga u fudbalu 1941./42., in cirillico Српска лига у фудбалу 1941./42., (it. "Campionato serbo di calcio 1941-42") fu la sesta edizione del campionato calcistico dalla Serbia.
Fu la prima edizione nello Stato fantoccio della Germania nazista, affidato da Hitler al generale Milan Nedić.
Questo campionato compare anche nell'elenco dei campionati di calcio non ufficiali della Serbia. Le prime 3 edizioni sono state disputate dal 1920 al 1922 ed erano organizzate dalla sottofederazione di Belgrado.
Il vincitore del torneo fu il SK 1913 (nuovo nome dello SK Jugoslavija Belgrado dal 1942), al suo secondo titolo di campione della Serbia.

## Squadre partecipanti
| Squadra                | Sede     | Stagione precedente | Stagione precedente   |
| Squadra                | Sede     | Pos.                | Divisione             |
| ---------------------- | -------- | ------------------- | --------------------- |
| BSK                    | Belgrado | 1º                  | Srpska liga 1940-41   |
| SK Jugoslavija Beograd | Belgrado | 2º                  | Srpska liga 1940-41   |
| SK Jedinstvo           | Belgrado | 4º                  | Srpska liga 1940-41   |
| BASK                   | Belgrado | 10º                 | Srpska liga 1940-41   |
| Čukarički SK           | Belgrado | ?                   | Prvenstvo BLP 1940-41 |
| FK Mitić               | Belgrado | ?                   | Prvenstvo BLP 1940-41 |
| FK Obilić              | Belgrado | ?                   | Prvenstvo BLP 1940-41 |
| FK Sloga               | Belgrado | ?                   | Prvenstvo BLP 1940-41 |
| FK Vitez               | Zemun    | 4º                  | Beogradska grupa 1941 |
| FK Balkan              | Mirijevo | 1º                  | 1. razred 1941        |

## Classifica
|                                                                         | Pos. | Squadra            | Pt | G  | V  | N | P  | GF | GS | QR    |
| ----------------------------------------------------------------------- | ---- | ------------------ | -- | -- | -- | - | -- | -- | -- | ----- |
|                                                                         | 1.   | SK 1913            | 31 | 18 | 14 | 3 | 1  | 73 | 11 | 6,636 |
|                                                                         | 2.   | BSK Belgrado       | 29 | 18 | 13 | 3 | 2  | 76 | 13 | 5,846 |
|                                                                         | 3.   | Vitez Zemun        | 23 | 18 | 10 | 3 | 5  | 34 | 31 | 1,097 |
|                                                                         | 4.   | Mitić Belgrado     | 18 | 18 | 7  | 4 | 7  | 19 | 30 | 0,633 |
|                                                                         | 5.   | Čukarički          | 16 | 17 | 6  | 4 | 7  | 29 | 27 | 1,074 |
|                                                                         | 6.   | BASK Belgrado      | 15 | 18 | 7  | 1 | 10 | 26 | 35 | 0,743 |
|                                                                         | 7.   | Obilić             | 14 | 18 | 6  | 2 | 10 | 28 | 36 | 0,778 |
|                                                                         | 8.   | Sloga Belgrado     | 14 | 17 | 6  | 2 | 9  | 24 | 37 | 0,649 |
|                                                                         | 9.   | Jedinstvo Belgrado | 14 | 18 | 7  | 0 | 11 | 25 | 42 | 0,595 |
|                                                                         | 10.  | Balkan Mirijevo    | 4  | 18 | 1  | 2 | 15 | 13 | 85 | 0,153 |
| Fonte: trstenicani.com Archiviato il 24 marzo 2017 in Internet Archive. |      |                    |    |    |    |   |    |    |    |       |

Legenda:
      Campione di Serbia.
      Retrocessa.
Note:
Due punti a vittoria, uno a pareggio, zero a sconfitta.